# Lapor
Lapor (ili tupina) je siva ili žućkasta sitnozrnata sedimentna stijena koja se sastoji od kalcita i gline u različitim omjerima. Udio gline se kreće u rasponu od 20 do 80 posto, a kalcita od 35 do 65 posto. S obzirom na udjel gline i kalcita (ili dolomita) razlikuju se vapnene (kalcitične) gline, lapori i glinoviti vapnenci. Tvrdoća lapora ovisi o udjelu kalcita, što je udjel kalcita veći to je tvrdoća lapora veća. S pješčenjakom čini fliš.
Koristi se kao sirovina za proizvodnju cementa (cementni lapor). Hrvatska je bogata ležištima lapora, a najznačajnija ležišta su u Dalmaciji i Istri koja su morskog podrijetla, eocenske starosti. Miocenske naslage kod Podsuseda su slatkovodnog podrijetla.